# Shoshana Kamin
Pour les articles homonymes, voir Kamin.
Shoshana Kamin (russe : Шошана Камин, hébreu : שושנה קמין) (née le 24 décembre 1930), née Susanna L'vovna Kamenomostskaya (russe : Сусанна Львовна Каменомостская) est une mathématicienne russe et israélienne, travaillant sur la théorie des équations aux dérivées partielles paraboliques et les problèmes de physique mathématique associés. Elle est professeure émérite à l'université de Tel Aviv.

## Biographie
Shoshana Kamin fait ses études à l'université d'État de Moscou, dont elle est diplômée en 1953. Elle obtient son diplôme de « candidate ès sciences », équivalent d'un doctorat, de la même université en 1959, sous la supervision d'Olga Oleinik. Elle obtient un visa pour Israël et quitte l'Union soviétique au début de 1971, avec ses fils. 
Elle rejoint le département de mathématiques de l'université de Tel Aviv, où elle est maintenant professeure émérite.

## Contributions
À la fin des années 1950, elle a donné la première preuve de l'existence et de l'unicité de la solution généralisée du problème de Stefan (en) tridimensionnel. Sa preuve a été généralisée par Oleinik.  
Plus tard, elle a apporté d'importantes contributions à l'étude de l'équation du milieu poreux (en), 
{\displaystyle \partial _{t}u=\Delta _{x}u^{m},\,\,m>1,}
et aux équations elliptiques non linéaires.  

## Publications
- (ru) S. L. Kamenomostskaya, « On Stefan Problem », Nauchnye Doklady Vysshey Shkoly, Fiziko-Matematicheskie Nauki, vol. 1, no 1,‎ 1958, p. 60–62 (zbMATH 0143.13901)Le premier recueil de recherches Shoshana Kamin osur le problème de Stefan.
- (ru) S. L. Kamenomostskaya, « On Stefan's problem », Matematicheskii Sbornik, vol. 53(95), no 4,‎ 1961, p. 489–514 (MR 0141895, zbMATH 0102.09301, lire en ligne)Dans cet article et dans l'article (Oleinik 1960), les premières preuves d'existence et d'unicité pour la solution généralisée du problème tridimensionnel de Stefan sont données.
- (en) S. L. Kamenomostskaya, The asymptotic behaviour of the solution of the filtration equation, vol. 14, Israel Journal of Mathematics, mars 1973, 76–87 p. (DOI 10.1007/BF02761536, MR 0315292, zbMATH 0254.35054), chap. 1.
- (en) S. Kamin, Similar solutions and the asymptotics of filtration equations, vol. 60, Archive for Rational Mechanics and Analysis, juin 1976, 171–183 p. (DOI 10.1007/BF00250678, Bibcode 1976ArRMA..60..171K, MR 0397202, zbMATH 0336.76036), chap. 2Selon Vázquez 2007, p. 15, c'est l'un des articles les plus importants de la théorie asymptotique de l'équation du milieu poreux. Aussi, peut-être pour la dernière fois, elle a signé cet article avec ses noms de famille actuels et anciens, écrivant précisément « S. Kamin (Kamenomostskaya) ».